# Church of Divine Science
Die Church of Divine Science ist eine religiöse Gruppierung, die im späten 19. Jahrhundert in Denver im Zuge der schnellen Verbreitung der Neugeist-Bewegung in den USA gegründet wurde. Gründer der Kirche waren Malinda Cramer und Nona L. Brooks, die sowohl von Phineas Parkhurst Quimby als auch Emma Curtis Hopkins – zwei bekannten zeitgenössischen Neugeistlern – direkt beeinflusst wurden. Nona Brooks wurde durch einen von Hopkins Schülern mit deren Lehren vertraut gemacht.

## Geschichte

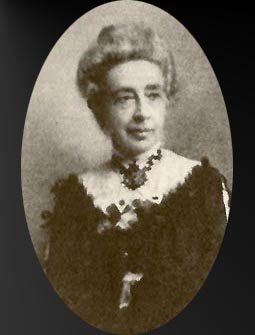
Malinda Cramer, eine der Gründerinnen der Church of Divine Science, undatiertes Foto.

Die Church of Divine Science wurde ursprünglich in den 1880er Jahren in San Francisco von Malinda Cramer gegründet. Lose Verbindungen gab es sowohl zu Charles und Myrtle Fillmore, Gründer der Unity Church in Missouri, als auch zu Ernest Holmes, der ein ordinierter Divine Science Minister war und später die Church of Religious Science gründete. Im Jahr 1918 gab es Kirchen in Denver, Seattle, Los Angeles, Oakland, Boston, Portland, Spokane, St. Louis und New York City. Bis 1925 entstanden weitere Kirchen in San Diego, Sacramento, Topeka, Washington, D.C., Cleveland, Illinois, und Iowa. Heute gibt es immer noch zahlreiche Kirchen der Gruppierung, wobei die wichtigsten und größten in Denver (Gründungskirche), Washington D.C., Greater St. Louis (drei Kirchen), Roanoke (zwei Kirchen), San Antonio, Pueblo und South San Jose Hills zu finden sind. In den letzten Jahren hat sich die Church of Divine Science vor allem im Bereich der Internet- und E-Mail-Dienste ausgedehnt, und viele Materialien der Gruppierung werden online verbreitet und zur Verfügung gestellt.

## Lehre
Divine Science versteht sich selbst als „eine geordnete Lehre über Gott und die Offenbarung Gottes in der Schöpfung“. Die grundlegende Wahrheit, von der ausgegangen wird, ist, dass das unendliche Sein – nämlich Gott – gut, gleichermaßen in allem gegenwärtig und das ganzheitliche Wesen aller Schöpfung ist. Gott wird als „reiner Geist, absolut, unveränderbar, ewig, sich durch die Schöpfung offenbarend und dennoch transzendente Schöpfung“ gesehen. Das Böse sei deswegen weder notwendig noch permanent vorhanden, und es habe keine Realität in sich selbst, sondern nur solange es die Menschen durch den Glauben daran unterstützen. Wie auch in anderen Neugeistkirchen spielt Heilung eine zentrale Rolle, da es das Werk Jesu Christi nachbilde, der nach dem Neuen Testament viele Menschen geheilt hat. Die Gründerin der Kirche in Denver, Nona Brooks, fasste die Lehre so zusammen: „Divine Science besteht gänzlich darin, die Gegenwart Gottes zu praktizieren. Wahrheit kommt aus der Bibel, positivem Gebet, Besinnlichkeit, Meditation und dem Praktizieren der Gegenwart Gottes hier und jetzt.“